# Urocyclidae
Urocyclidae is een familie van weekdieren uit de klasse van de Gastropoda (slakken).

## Geslachten
- Ptilototheca Herbert, 2016
- Rhysotina Ancey, 1887
- Sheldonia Ancey, 1887
- Trochonanina Mousson, 1869